# 皮什珀克豪特翁
皮什珀克豪特翁，是匈牙利佩斯州所辖的一个村。总面积24.72平方公里，总人口1536，人口密度62.1人/平方公里（2011年1月1日）。